# Microbiotă
Microbiota, numită și microbiom, reprezintă ansamblul microorganismelor comensale, simbiotice, sau patogene care populează un ecosistem sau habitat (de ex. solul, apele, laptele, plantele, animalele, omul).  Microorganismele care constituie o microbiotă sunt reprezentate de bacterii, arhee, alge unicelulare, protozoare, fungi și virusuri. Termenul "microfloră" (= ansamblul microorganismelor de natură vegetală, de exemplu, algele) este incorect utilizat în locul celui de microbiotă cu referire la ansamblul microorganismelor dintr-un mediu dat. Termenul microbiom care este sinonim cu microbiota, are și alt sens: genomul colectiv al microorganismelor care populează un ecosistem.

## Microbiota omului și animalelor
La om și animale microbiota este formată de microorganisme care populează tegumentul, cavitățile, tractul digestiv și respirator, vaginul, realizând populații cu o densitate foarte mare de Lactobacillus, Bacteriodes, Streptoccocus, Candida, Escherichia etc. Numărul microorganismelor la omul adult este apreciat la circa 1014 celule, cu un grad de mărime peste numărul total al celulelor organismului uman (1013). Și totuși fătul este steril în uter.
Fără microbiotă din rumen existența erbivorelor ar fi practic imposibilă. Populațiile de microorganisme din tubul digestiv și gazda lor funcționează ca un sistem ecologic al cărui echilibru este indispensabil pentru sănătatea individului.
După sediul microbiotei se disting: microbiota tegumentului (pielii), microbiota căilor respiratorii superioare (nările, nasofaringele; traheea, bronhiile, bronhiolele sunt normal sterile), microbiota tractului gastrointestinal (cavitatea bucală, placa dentară, esofagul, stomacul, duodenul, intestinul subțire, colonul, microbiota fecalelor), microbiota tractului genito-urinar (vaginul, uretra distală; căile urinare superioare - vezica urinară, ureterele, bazinetul - sunt normal sterile), microbiota ochiului (pe membrana conjunctivală și suprafața ochiului), microbiota urechii (include microorganismele prezente normal în canalul auditiv extern).
După originea microbiotei se disting 2 tipuri: alohtonă și autohtonă.

## Microbiota alohtonă
Microbiota alohtonă este reprezentată de microorganisme (bacterii, microfungi, protozoare) care provin din mediul extern (aer, sol, apă, sau de la alte organisme). De regulă, sunt numai tranziente, fără să contribuie semnificativ la activitatea microbiotei autohtone, la ale cărei condiții nu se pot adapta.

## Microbiota autohtonă
Microbiota autohtonă (numită și microbiotă indigenă, microbiotă normală, floră normală, indigenă sau naturală) este reprezentată de microorganismele indigene sau autohtone, care realizează o gamă foarte diversificată de activități cu efect benefic asupra organismului purtător (gazdă). Microbiota indigenă are rol bine definit în menținerea funcțiilor normale și a sănătății gazdei: roluri nutritive, stimulent pentru dezvoltarea competenței imune, barieră ecologică antimicrobiană. Microbiota intestinală autohtonă produce diferiți fermenți care hidrolizează macromolecule nedigerate ajunse în intestinul gros; tot aici are loc fermentația hexozelor de către comunitatea complexă de bacterii, rezultând acizi organici volatili, metan, CO2 (la rumegătoare microbiota rumenului este esențială pentru digestie),  tot ea asigură transformarea polizaharidelor complexe (celuloză, hemiceluloze, pectină, amidon, lignină) la forme asimilabile; de asemenea grăbește tranzitul intestinal și produce cantități importante de vitamine (e.g., biotină, acid pantotenic, piridoxină, riboflavină, vitamină K) utile pentru gazdă, dar și pentru creșterea altor bacterii. Microbiota are rol de barieră antiinfecțioasă antimicrobiană, microbiota normală antagonizează microbii patogeni prin: competiția vitală pentru receptori și locuri libere pe suprafața celulelor, pentru nutrienți; inhibiția realizată de metaboliți toxici (H2O2, pH acid etc.); antibioticele afectează microbiota normală intestinală și permit colonizarea și multiplicarea unor microbi patogeni anaerobi (Clostridium difficile etc.); pentru restabilirea microbiotei normale se folosesc probioticele sau transplantul fecal (transplantul de microbiotă fecală). Microbiota poate avea și un rol negativ, de ex. Helicobacter pylori, care este potențial patogen și duce la apariția gastritei, ulcerului gastroduodenal. Un efect mai subtil, cu caracter insidios, este cel de implicare microbiotei colonului, posibil indirectă, în cancerul de colon, mai frecvent la persoanele cu regim bogat în grăsimi și proteine decât la cele ce consumă fibre vegetale.